# Hibachi

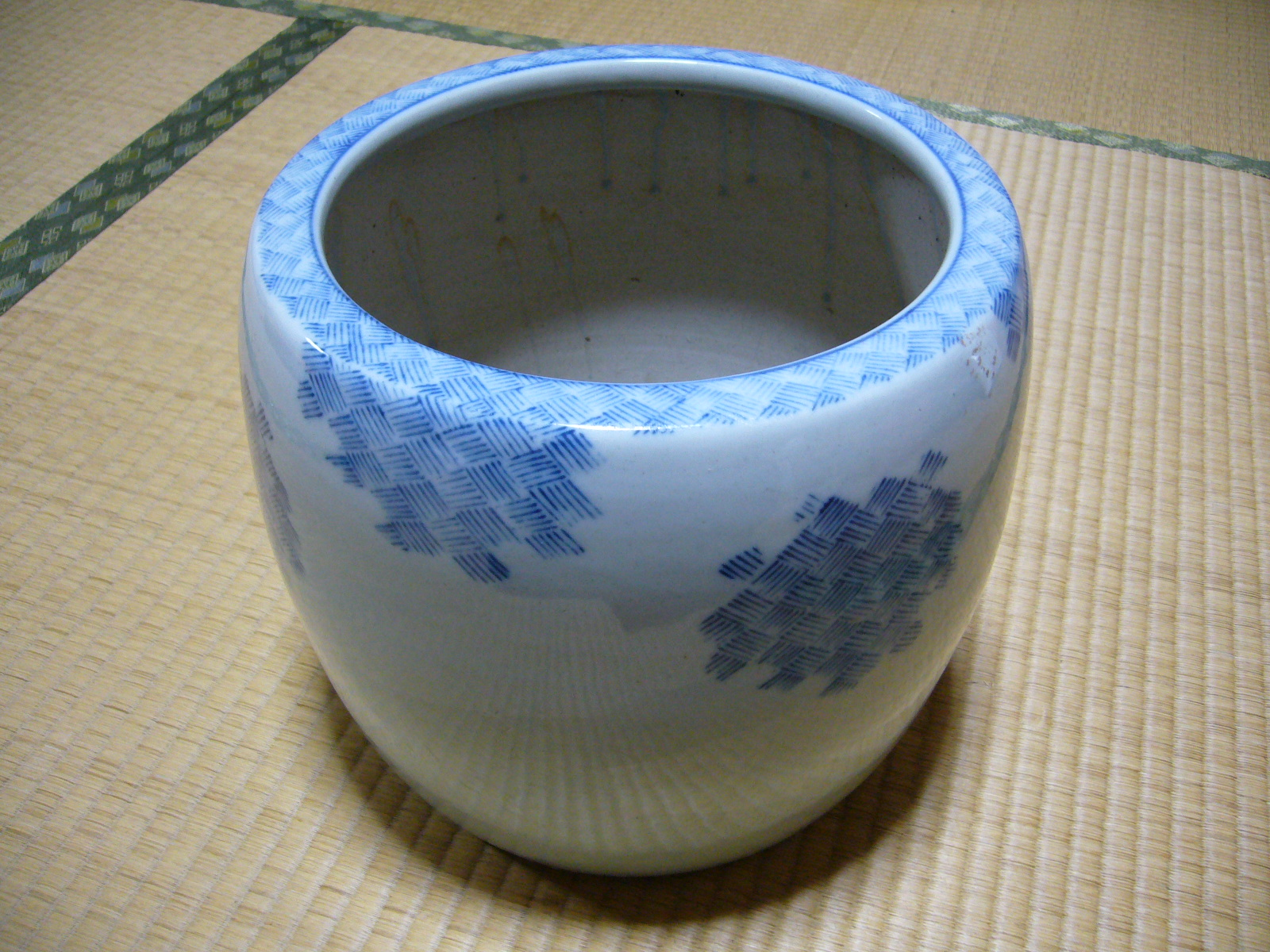
Un hibachi din porțelan

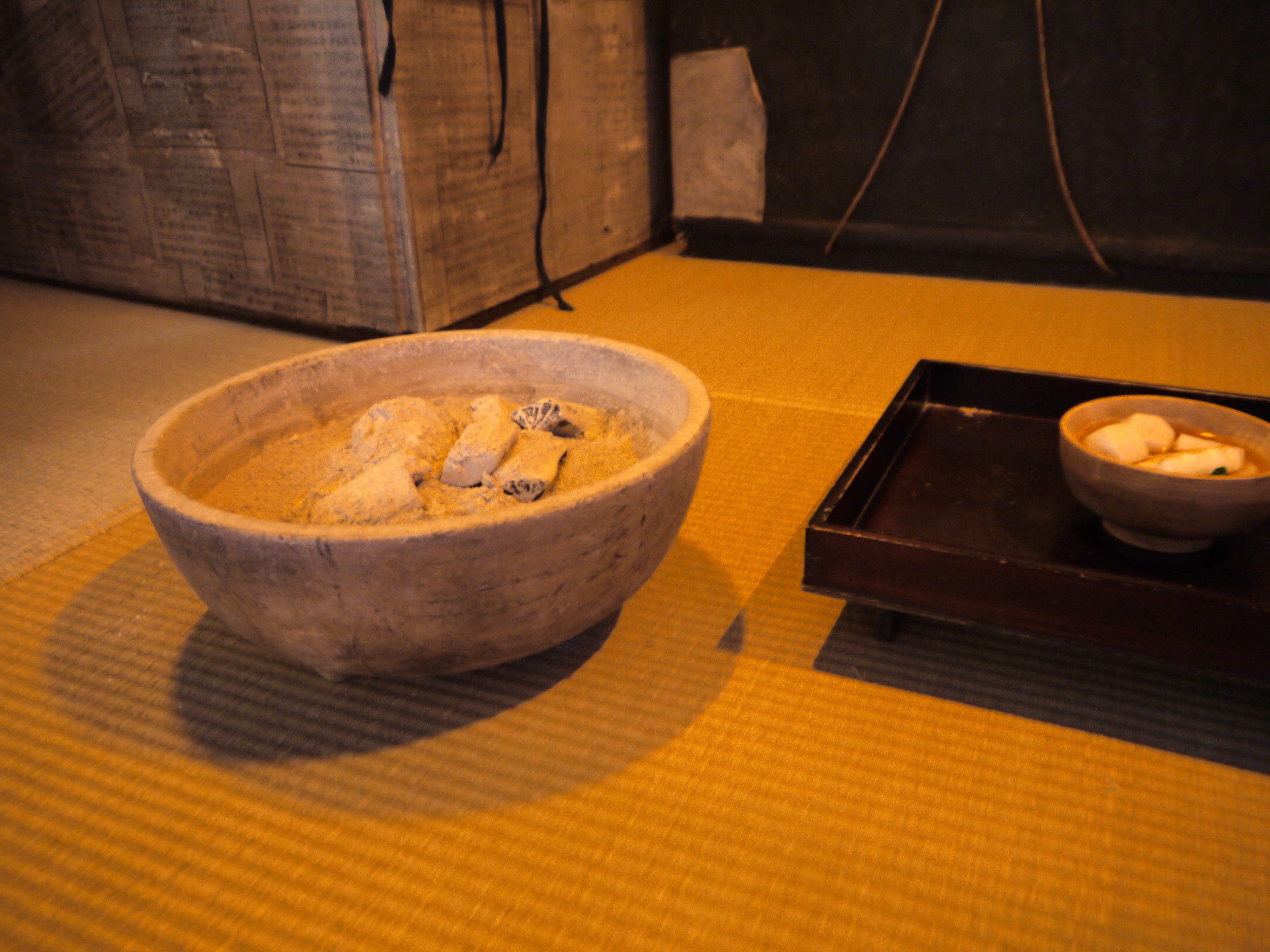
Hibachi primitiv din perioada Edo

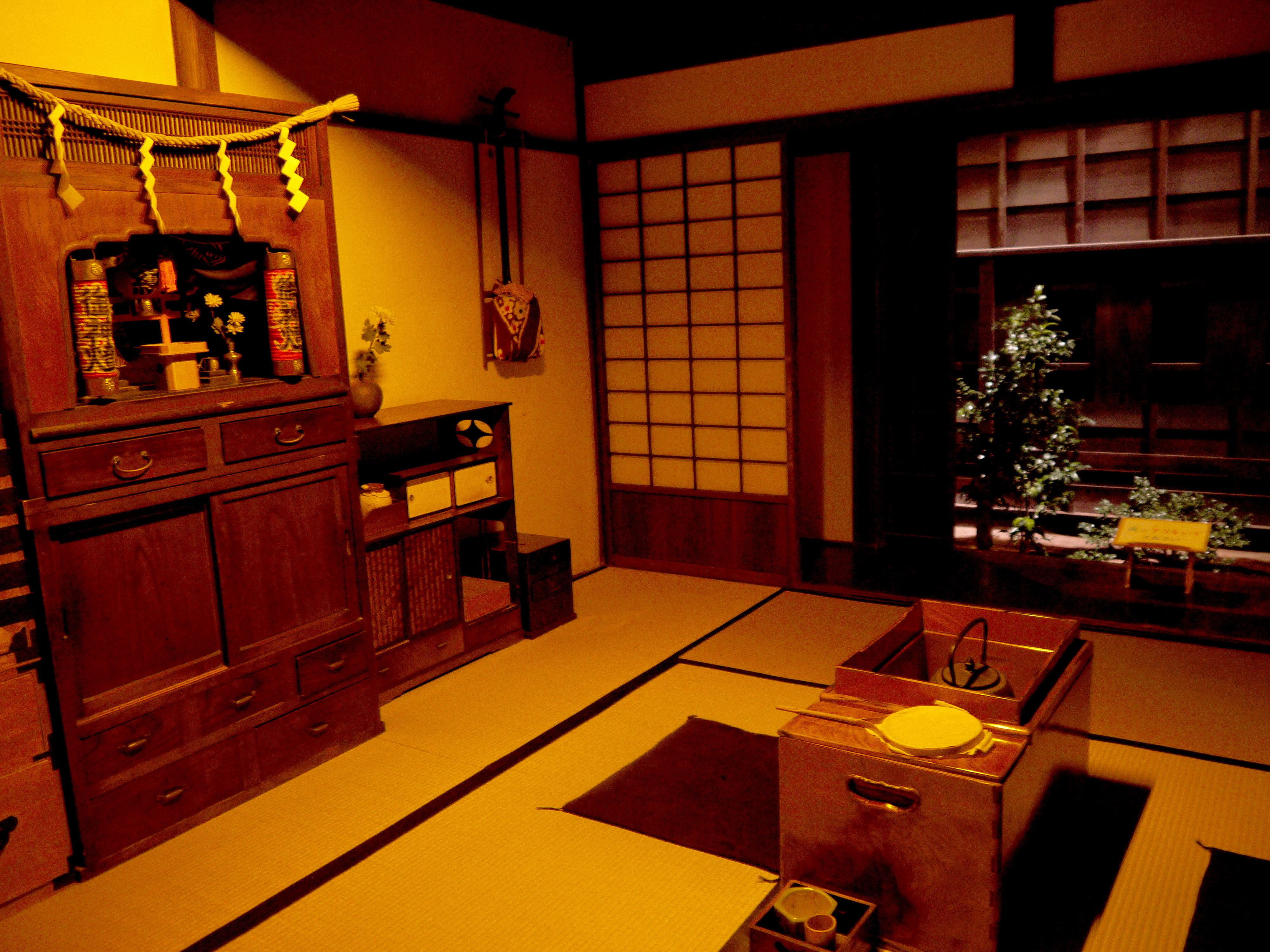
Interior din perioada Edo

Hibachi (în japoneză 火鉢, „castron de foc”) este un dispozitiv de încălzire tradițional japonez. Este format dintr-un recipient rotund, cilindric sau în formă de cutie. Deschis la partea superioară este confecționat, sau cel puțin tapițat în interior, dintr-un material rezistent la căldură și este proiectat pentru a conține cărbune incandescent. 
În America de Nord, termenul hibachi se referă la o mică sobă cu cărbune, care de fapt se numește shichirin în japoneză, sau o farfurie fierbinte (teppan) folosită în restaurantele teppanyaki . 
Este un dispozitiv similar cu încălzitorul tradițional.

## Istorie
Nu se știe când termenul de hibachi a fost folosit pentru prima dată în Japonia. Scrierile indică faptul că a fost folosit în perioada Heian (între 798 și 1185). Din cauza disponibilității scăzute a metalului din Japonia la vremea respectivă, primele hibachi au fost fabricate din lemn de chiparos scobit acoperit cu lut. Meșterii au început rapid să producă mai multe versiuni decorative cu finisaje lăcuite, frunze de aur și alte decorațiuni artistice. Materialele mai rezistente, precum metalul și ceramica, au câștigat popularitate de-a lungul timpului. Hibachi-urile tradiționale pot fi foarte atractive și, în prezent, sunt vândute uneori sub formă de antichități. Folosite în principal de către samurai și clasele aristocratice, acestea s-au răspândit treptat la clasele inferioare și designul lor a evoluat de-a lungul perioadei Edo. 
În cea mai mare parte a istoriei sale, hibachi a fost folosit în scopuri de încălzire, dar a fost folosit și în alte scopuri, de exemplu pentru a aprinde țigări sau ca o sobă portabilă pentru trupele japoneze în timpul celui de-al doilea război mondial . 
Hibachi a fost comună în Japonia, înainte de al doilea război mondial și este adesea întâlnit în sălile de așteptare ale gărilor. A devenit o raritate de-a lungul timpului, fiind înlocuită treptat de încălzitoarele cu petrol care sunt acum obișnuite în Japonia (încălzirea centrală este destul de rară în casele japoneze).

## Utilizare în engleză
Hibachiul tradițional japonez este un încălzitor și nu este folosit de obicei pentru gătit. Cu toate acestea, termenul hibachi se referă adesea la un grătar mic de aluminiu sau fontă, al doilea model fiind, în general, de o calitate mai bună. Datorită dimensiunilor mici, grătarele tip hibachi sunt populare ca grătar portabil. Seamănă cu accesorii culinare tradiționale japoneze cunoscute sub numele de shichirină . În general, avansăm următoarea explicație : Aceste grătare ar fi fost introduse pe piața nord-americană drept hibachi, deoarece acest cuvânt ar fi mai ușor de pronunțat decât shichirina pentru vorbitorii de engleză.  
În al doilea rând, termenul Hibachi-stil („The Hibachi“) este adesea folosit incorect în Statele Unite pentru a desemna stilul de bucătărie Teppanyaki în care plăcile de metal cu gaz încălzite sunt integrate într-un plan de lucru în jurul căruia mai multe persoane (deseori mai multe grupuri distincte) pot sta și mânca împreună. Bucătarul realizează în fața oaspeților, de obicei într-un mod teatral, de exemplu, arderea unui teanc de inele de ceapă dispuse în forma unui vulcan. 